# Medveđa
Pour les articles homonymes, voir Medveđa (homonymie).
Medveđa (en serbe cyrillique : Медвеђа ; en albanais : Medvegjë ou Medvegja) est une ville et une municipalité de Serbie situées dans le district de Jablanica. Au recensement de 2011, la ville comptait 2 841 habitants et la municipalité dont elle est le centre 7 296.
Entre 1999 et 2001, une organisation appelée Armée de Libération de Preševo, Medveđa et Bujanovac (Ushtria Çlirimtare e Preshevës, Medvegjës dhe Bujanocit) opéra dans la région, avec le but de réunir ces trois municipalités au Kosovo.

## Géographie
Medveđa est située au sud-est de la Serbie, sur les bords de la rivière Jablanica. La municipalité, qui s'étend sur 524 km2, est constituée de collines et de montagnes à plus de 91 %, avec une altitude comprise entre 400 et 1 200 m. La ville est entourée par les monts Jablanica au nord, Majdan au nord-est, Goljak au sud et Kukavica à l'est.
La municipalité de Medveđa est entourée par les municipalités de Kuršumlija, Bojnik, Lebane, Podujevo, Kosovska Kamenica et Priština, ces trois dernières étant situées au Kosovo.

## Localités de la municipalité de Medveđa

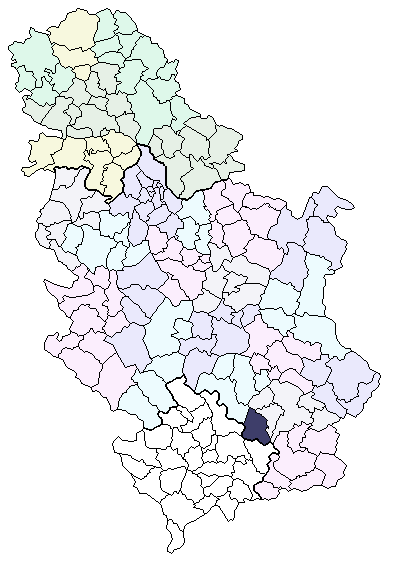
Localisation de la municipalité de Medveđa en Serbie

La municipalité de Medveđa compte 44 localités :
| - Bogunovac - Borovac - Varadin - Velika Braina - Vrapce - Gazdare - Gornja Lapaštica - Gornji Bučumet - Gornji Gajtan - Grbavce - Gubavce | - Gurgutovo - Donja Lapaštica - Donji Bučumet - Donji Gajtan - Drence - Đulekare - Kapit - Lece - Mala Braina - Marovac - Maćedonce | - Maćedonce (Retkocersko) - Medveđa - Medevce - Mrkonje - Negosavlje - Petrilje - Poroštica - Pusto Šilovo - Ravna Banja - Retkocer - Rujkovac | - Svirce - Sijarina - Sijarinska Banja - Sponce - Srednji Bučumet - Stara Banja - Stubla - Tulare - Tupale - Crni Vrh - Čokotin |

Medveđa et Sijarinska Banja sont officiellement classées parmi les « localités urbaines » (en serbe : градско насеље et gradsko naselje) ; toutes les autres localités sont considérées comme des « villages » (село/selo).

## Démographie

### Ville

#### Évolution historique de la population dans la ville
| 1948  | 1953  | 1961  | 1971  | 1981  | 1991  | 2002  | 2011  |
| ----- | ----- | ----- | ----- | ----- | ----- | ----- | ----- |
| 1 732 | 1 810 | 2 188 | 2 621 | 2 488 | 3 057 | 2 810 | 2 841 |

## Municipalité

### Évolution historique de la population dans la municipalité
| 1948 | 1953 | 1961   | 1971   | 1981   | 1991   | 2002   | 2011  |
| ---- | ---- | ------ | ------ | ------ | ------ | ------ | ----- |
| -    | -    | 24 244 | 20 792 | 17 219 | 13 368 | 10 760 | 7 296 |

#### Répartition de la population par nationalités dans la municipalité (2002)
Les localités qui possèdent une majorité absolue ou relative de peuplement serbe sont : Medveđa, Bogunovac, Borovac, Varadin, Velika Braina, Donji Bučumet, Donji Gajtan, Drence, Lece, Maćedonce, Maćedonce, Medevce, Mrkonje, Negosavlje, Petrilje, Poroštica, Pusto Šilovo, Retkocer, Rujkovac, Sponce, Srednji Bučumet, Stubla, Tulare, Crni Vrh et Čokotin.
Plusieurs localités possèdent une majorité absolue ou relative albanaise : Sirajinska Banja, Gornja Lapaštica, Grbavce, Kapit, Svirce, Sijarina, Banja e vjeter (Stara Banja), Rama Banja (Ravna Banja), Đulekare et Tupale.
Mala Braina et Marovac sont habités par une majorité de Monténégrins.

## Politique

### Élections locales de 2004
À la suite des élections locales serbes de 2004, les sièges de l'assemblée municipale de Medveđa se répartissaient de la manière suivante :
| Parti                                    | Sièges |
| ---------------------------------------- | ------ |
| Coalition « Pour Medveđa »               | 11     |
| Parti socialiste de Serbie               | 7      |
| Parti démocratique de Serbie             | 6      |
| Parti pour des changements démocratiques | 6      |
| Parti d'action démocratique              | 6      |
| Mouvement serbe du renouveau             | 3      |
| Parti radical serbe                      | 2      |

Slobodan Drašković a été élu président (maire) de la municipalité.

### Élections locales de 2008
À la suite des élections locales serbes de 2008, les 35 sièges de l'assemblée municipale de Medveđa se répartissaient de la manière suivante :
| Parti                                 | Sièges |
| ------------------------------------- | ------ |
| Coalition « Pour la Haute Jablanica » | 14     |
| G17 Plus                              | 8      |
| Parti d'action démocratique           | 5      |
| Nouvelle Serbie                       | 3      |
| Ligue pour l'intégration démocratique | 3      |
| Parti radical serbe                   | 2      |

Slobodan Drašković, membre de la coalition « Pour la Haute Jablanica », a été réélu président de la municipalité ; il dirigeait la liste de coalition Pour une Serbie européenne, soutenue par le président Boris Tadić et composée de la coalition « Pour la Haute Jablanica », par le parti G17 Plus et le Parti démocratique du président Tadić. Le Parti d'action démocratique, créé en 1990 et présidé par Riza Halimi, s'est donné pour mission de défendre les intérêts des Albanais de la vallée de Preševo.

## Culture
L'une des seules mosquées de la municipalité se trouve à Sijarina. Elle a été construite vers la fin des années 1880[réf. nécessaire].

## Éducation
Medveđa possède une école maternelle (en serbe : Predškolska ustanova), Mladost, avec 13 annexes dans les localités alentour. La municipalité dispose de 6 écoles élémentaires (Osnovna škola), dont une dans la ville proprement dite, une dans la ville de Sijarinska Banja et 5 dans les villages de Lece, Bučumet, Tupale et Tulare. Medveđa possède également un établissement d'études secondaires, l'École technique Nikola Tesla (Tehnička škola Nikola Tesla). Depuis 2004, la ville accueille un département de l'École supérieure d'économie de Peć, installée à Leposavić, au nord du Kosovo.

## Économie
La situation économique de Medveđa et de sa région est difficile ; de nombreuses sociétés ont fait faillite ou ne paient plus leurs ouvriers ou leurs employés et un tiers de la population active reste sans emploi. Parmi les entreprises de la municipalité, on peut citer Lece qui travaille dans le secteur de l'industrie minière et de la flottation, Niteks, Zdravlje, qui fabrique des seringues en plastique, Termovent, qui produit des équipements thermo-techniques, ou ICI Inžinijering, qui fabrique de petits transformateurs électriques. Gornja Jablanica est une entreprise agricole et la société Sijarinska Banja propose des services médicaux et touristiques.

## Tourisme

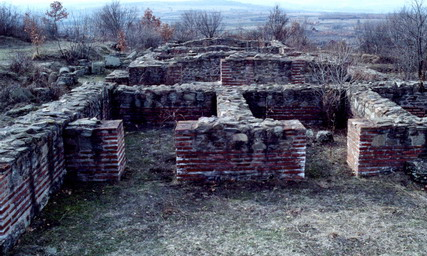
Justiniana Prima

Les montagnes avoisinantes offrent des possibilités d'excursions ou de randonnées mais le centre touristique le plus important de la région de Medveđa reste la station thermale de Sijarinska Banja, située à 10 km de Medveđa, 50 km de Leskovac, 70 km de Priština et 320 km de Belgrade. La ville se trouve sur les bords de la rivière Jablanica, à 520 m d'altitude, au pied des monts Goljak ; elle possède 18 sources d'eaux minérales, qui jaillissent à une température comprise entre 32 et 72 °C. Le centre de soins Gejzer y est installé ; on y soigne de très nombreux troubles, comme les maladies des os et des muscles, la sciatique, les lumbagos, les maladies intestinales et stomacales, les maladies des voies urinaires, les maladies du foie et du pancréas, les maladies gynécologiques, la conjonctivite etc.
La région possède plusieurs églises intéressantes, dont certaines datent de l'époque byzantine, ainsi que deux mosquées, dont une à Sijarinska Banja. Le site archéologique byzantin de Caričin Grad (en latin : Justiniana Prima) est situé à 25 km de Medveđa, dans la municipalité de Lebane, sur le mont Radan ; siège d'un important évêché dans la province d'Illyricum, la cité fut construite à l'époque de l'empereur Justinien vers 530 et elle prospéra jusqu'en 615, année où elle fut détruite par les Avars.